# Proterogyrinus
Proterogyrinus es un género de tetrápodos pertenecientes al clado Embolomeri. Fue similar en forma a otros tetrápodos prehistóricos, como Crassigyrinus y Eryops. Medía 2,5 m de largo, similar en tamaño a los mayores lagartos modernos.

## Ecología

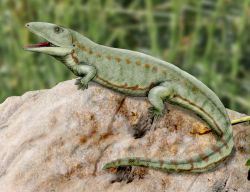
Recreación de un Proterogyrinus

Durante el período Carbonífero (326 - 318 millones de años), los anfibios fueron un variado grupo de animales que llegaron a dominar el bosque inundado. También evolucionaron en los reptiles, que produjo a los singulares reptiliomorfos.
Proterogyrinus fue uno de los más grandes de su región, y estaba perfectamente adaptado para la vida en los pantanos. Se trata de depredadores que cazaban tanto en tierra como en el agua. En su poderosa mandíbula había dientes afilados que podrían atrapar animales bastante grandes, como peces, grandes artrópodos, y otros reptiles y anfibios.
La mayoría de los anfibios del Carbonífero eran buenos nadadores y podían moverse rápido a través de los ríos, lagos, pantanos y bosques que rodeaban las tierras bajas, pero también podían caminar sobre la tierra al igual que algunos anfibios de hoy. Muchas especies se mantuvieron en el agua en todo momento o sólo podían moverse a través del barro en las orillas; los reptiliomorfos (incluyendo Proterogyrinus) se aventuraron más allá en el bosque. Eran capaces de cazar lejos de la orilla del agua.

## En la cultura popular
Varios Proterogyrinus aparecen en la serie documental "Caminando con monstruos". Se los mostró actuando como cocodrilos, en el sol sobre la orilla y saltando fuera del agua para capturar un Meganeura, como los modernos caimanes. En el episodio, una solitaria hembra lucha y vence al milpiés gigante Arthropleura golpeándola y haciéndole perder el equilibrio por lo que cae boca abajo empalándola en un tronco; la Proterogyrinus luego se come sus blandas entrañas.